# آلبینو مورالس
آلبینو مورالس (اسپانیایی: Albino Morales‎; ۳۰ مهٔ ۱۹۴۰ – ۱۱ مارس ۲۰۲۰) بازیکن فوتبال اهل مکزیک بود.
از باشگاه‌هایی که در آن بازی کرده‌است می‌توان به باشگاه فوتبال گوادالاخارا، باشگاه فوتبال آمریکا، و باشگاه فوتبال دپورتیوو تولوکا اشاره کرد.